# Władysław Kulczyński
Władysław Jan Kulczyński (Krakau, 27 maart 1854 - Krakau, 9 december 1919) was een Pools zoöloog, arachnoloog en bergbeklimmer.
Kulczyński werd geboren in Krakau in 1854 en werkte als tiener al bij de dierentuin, waarvoor hij dieren verzamelde en onderzocht. Dit resulteerde in 2 wetenschappelijke publicaties, nog voor zijn studie. Hij studeerde aan de Jagiellonische Universiteit van 1873 tot 1877 en was daarna tot 1888 leraar op een middelbare school. Hij was ook docent zoölogie en entomologie aan de universiteit en in 1909 promoveerde hij. In 1906 werd hij geëerd met een eredoctoraat van deze universiteit. 
Hij was ook bergbeklimmer. De Żleb Kulczyńskiego (Kulczynskigeul), een rotsformatie van de Hoge Tatra in het Tatragebergte, is naar hem vernoemd.

## Taxa
Hij beschreef een groot aantal nieuwe soorten, vooral spinnen, zoals: 
- Tenuiphantes mengei (Het veldwevertje) een spinnensoort uit de familie hangmatspinnen (Linyphiidae).
- Talavera thorelli (Thorell's zwartkop) een spinnensoort uit de familie springspinnen (Salticidae).
- Mastigusa macrophthalma (Grootoogzweeppalpspin), een spinnensoort uit de familie kaardertjes (Dictynidae).

Er zijn ook een aanzienlijk aantal dieren naar hem vernoemd, zoals bijvoorbeeld: 
- Alopecosa kulczynski (Sternbergs, 1979), een spinnensoort uit familie wolfspinnen (Lycosidae).
- Hamataliwa kulczynskii (Roger de Lessert, 1915), een spinnensoort uit de familie lynxspinnen (Oxyopidae).

## Werken
- Przyczynek do fauny pajęczej (bijdrage aan de spinnenfauna, gepubliceerd in de Annalen van de Wetenschappelijke Vereniging van Krakau in 1871)
- Araneae Hungariae 1-2 (1891–1897, z Chyzerem)
- Fragmenta Arachnologica 1-18 (1905–1915)

- Gemeinsame Normdatei: 102805121
- International Standard Name Identifier: 0000 0001 0912 9685
- Library of Congress Control Number: no99071665
- Nationale Bibliotheek van Polen: a0000001684266
- Nederlandse Thesaurus van Auteursnamen: 107218488
- LIBRIS: 328173
- SNAC: w6391zg3
- Système universitaire de documentation: 244045275
- Virtual International Authority File: 69330806
- WorldCat: E39PBJhCMkwwvqbJVR9wCG34v3